# Heinrich Müller (Radsportler)
Heinrich «Heini» Müller (* 14. November 1926 in Zürich; †  6. Januar 1997 in Biel/Bienne) war ein Radrennfahrer aus der Schweiz und Schweizer Meister im Radsport.

## Sportliche Laufbahn
Müller war im Bahnradsport und im Strassenradsport aktiv. 1952 nahm er an den Olympischen Sommerspielen in Helsinki in der Mannschaftsverfolgung auf der Bahn teil. Der Schweizer Bahnvierer mit Max Wirth, Heinrich Müller, Hans Pfenninger und Oskar von Büren belegte den 5. Platz.
Als Amateur gewann er 1949 die nationale Meisterschaft in der Einerverfolgung vor Walter Bucher. 1951 gewann er den Titel erneut. Vizemeister in dieser Disziplin war er 1948 hinter Jacques Barderet geworden. 
Von 1953 bis 1958 startete er als Unabhängiger und Berufsfahrer. 1953 und 1954 wurde er in der Einerverfolgung der Profis Vizemeister hinter Hugo Koblet. 1958 war er Vizemeister bei den Stehern hinter Walter Bucher geworden, 1957 kam er auf den dritten Platz der Meisterschaft. 1956 war er in der Vuelta a España ausgeschieden.